# 平井幸奈
平井 幸奈（ひらい ゆきな、1992年8月7日 - ）は、日本の実業家。日本初のブリュレフレンチトースト専門店「Foru Cafe」、黄金比グラノーラ「FORU GRANOLA」などを運営する株式会社フォルスタイルの創業者、代表取締役。「ドラフトコーヒー」の名付け親でもある。

## 来歴
広島県呉市出身。広島大学附属中学校・高等学校、早稲田大学政治経済学部卒業。大学在学中の2013年9月10日、ブリュレフレンチトースト専門店「Foru Cafe」を新宿区西早稲田に開店。2014年に法人化し、株式会社フォルスタイル代表取締役。大学1年時、早稲田大学英語部(WESA)に所属。

## 人物
大学2年の夏休みにカフェ「bills」の1号店（オーストラリア、シドニー）でワーキング・ホリデーとして働いたことをきっかけに飲食店経営を志す。

## メディア出演・講演
- 2013/1/6 フジテレビ　めざましテレビ[2]
- 2014/3/3 週刊現代
- 2014/4 日経レストラン4月号
- 2014/4/2 テレビ朝日「グッド！モーニング」[3]
- 2014/4/3「行列のできるフレンチトーストのお店101」（世界文化社刊）
- 2014/4「卵専門カフェのたまごレシピ」（えい出版社）
- 2014/5 NHK新基礎英語２（５月号・６月号）「英語ができたら　Hello！ Work」[4]
- 2014/5 早稲田ウィークリー「ぴーぷる」[5]
- 2014/6/17　テレビ朝日ビートたけしのTVタックル[6]
- 2015/1/16ワールドビジネスサテライト[7]
- 2015/3/3 NHK 「Rの法則」[8]
- 2015/3/21 フジテレビ　未来ロケット[9]
- 2015/4/20 集英社non-no 6月号
- 2015/4/26 STREET JACK 6月号
- 2015/5/5 TBSあさチャン！「グッと話」[10]
- 2015/7/28 テレビ朝日　お願いランキング！[11]
- 2015年9月19日、 日本テレビぶらり途中下車の旅出演（Foru Cafeとして）[12]
- 2016/2 AneCan3月号
- 2016/8/15日経新聞
- 2016/8/16東京MXモーニングクロス[13]
- 2016/9/2 テレビ朝日「じゅん散歩」
- 2016/9/9 日経新聞・日経カレッジカフェmeet up 講演[14]
- 2016/9/9 日本テレビZIP！[15]